# Люйшуньская старая тюрьма
Люйшуньская старая тюрьма (кит. упр. 旅顺监狱旧址, пиньинь Lǚshùn	Rìé Jiānyùjiùzhǐ, палл. Лушунь	Жиэ Цзяньюйцзючжи) — исторический памятник, бывшая японо-российская тюрьма Порт-Артура, основанная в 1902 году по указу Николая II. С 1906 по 1936 годы, в общей сложности, 2 миллиона человек находились здесь в заключении. В июле 1971 года после реконструкции превращённая в музей тюрьма была открыт для общественности с целью сохранения памяти о антияпонской деятельности в Маньчжурии., и с 1942 по 1945 годы жертвами тюрьмы стали более 700 человек.

## История
Тюрьма Люйшунь была основана в 1902 году русскими, после получения контроля над городом Порт-Артуром. С 1904 по 1905 годы, во время Русско-японской войны, здание использовалось в качестве временной больницы. После войны, с 1905 года, тюрьма перешла к японцам. Японское правительство делает её одним из крупнейших концлагерей на северо-востоке Китая. Последние заключенные тюрьмы были освобождены красноармейцами 27 августа 1945 года, после капитуляции Японии в конце Второй мировой войны. Здание тюрьмы было реконструировано в 1971 году и открыто для посещения. С 1988 года классифицируется как исторический памятник.

## Здание и заключенные
Тюрьма занимает на площадь 26000 м² и была окружена стеной 725 метров в длину и высотой до 4-5 метров. В годы японского руководство число камер выросло с 85 до 253, в их числе 18 палат для больных. В комплекс также входят комнаты для допросов и пыток, 15 цехов по производству военной техники. Заключенные работали по 10 часов в день. Они также работали за пределами тюрьмы, на кирпичном заводе или на сельскохозяйственных и лесохозяйственных работах. Казни изначально проводились в центре тюрьмы. С 1934 года, опасаясь мятежа, они перенесены на северо-восточный угол тюрьмы. Более 700 человек были казнены между 1942 и 1945 годами.

## Известные заключенные

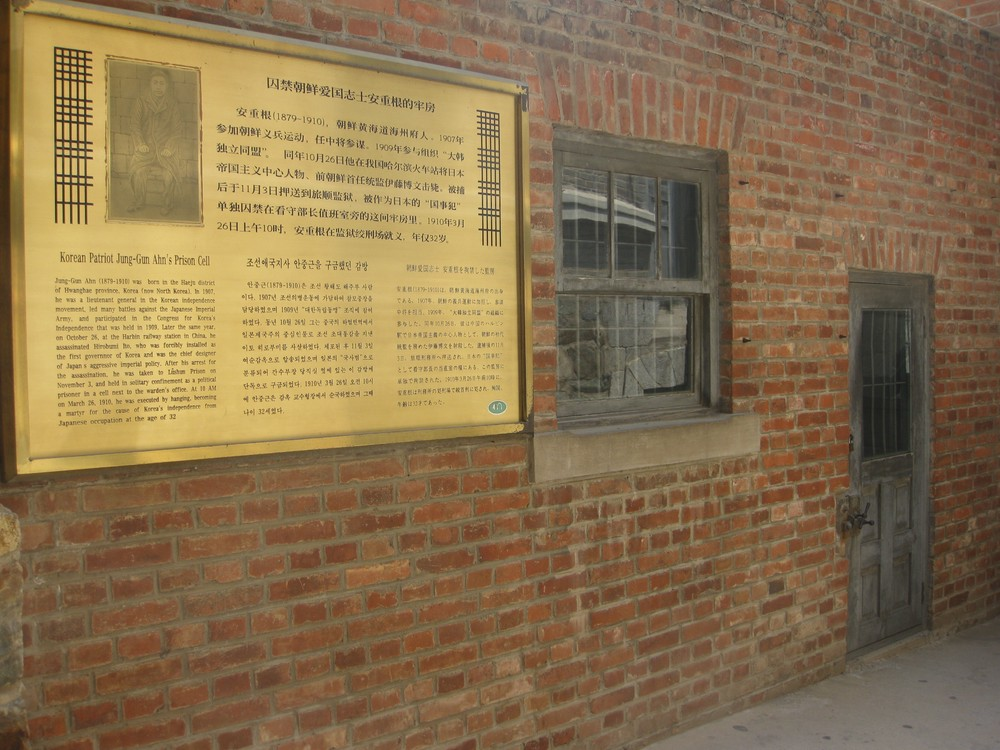
Камера Ан Чунгына

- Ан Чунгын (1879—1910), деятель антияпонского движения в Корее, казнен за убийство первого японского губернатора Кореи.
- Син Чхэхо (1880—1936), автор Корейского революционного манифеста. Приговорен в 1928 году к 10 годам лишения свободы, умер в 1936 году.
- Вэй Чанкуй (1906—1938), находился в заключении с 1927 по 1933 годы, затем стал главой 9-го отдела Организации объединенных анти-японских вооруженных сил.
- Цзи Шоусянь (1910—1942), лидер антияпонской террористической организации. Арестован в 1940 году в Шанхае, был переведен в Люйшунь в 1942 году и погиб в том же году.
- Дэн Хэгао (1902—1979), официальный представитель Коммунистической партии Китая, находился в заключении с 1927 по 1934 годы.